# Stiftung Science et Cité
Die national tätige Stiftung Science et Cité ist eine gemeinnützige Schweizer Stiftung. Sie fördert den Dialog zwischen Wissenschaft und Gesellschaft mittels niederschwelliger und innovativer Projekte. Sie setzt sich für die Wertschätzung und das Verständnis aller Wissenschaften ein und thematisiert deren Chancen und Grenzen. Ebenso fördert sie Rückmeldungen der Zivilbevölkerung an die Wissenschaften. Science et Cité ist keine Vergabestiftung, sondern selbst operativ tätig. Die Finanzierung erfolgt über Leistungsvereinbarungen und Projektpartnerschaften.
Die Stiftung hat ihren Sitz in Bern, regionale Zweigstellen existieren in der Romandie, dem Reseau Romand Science et Cité, und im Tessin, in Verbindung mit L'ideatorio der Università della Svizzera Italiana.

## Stiftungszweck
Die Stiftung
- fördert in der Gesellschaft Verständnis für und Verständigung über Ziele und Wirkungen der Wissenschaft
- fördert in der Wissenschaft Verständnis für und Verständigung über Anliegen und Bedürfnisse der Gesellschaft durch konstruktiven Dialog
- will Brücken schlagen zwischen Wissenschaft und Gesellschaft durch Öffnung der wissenschaftlichen Tätigkeit gegenüber der Allgemeinheit

Die Stiftung ist über eine Leistungsvereinbarung mit den Akademien der Wissenschaften Schweiz verbunden, die sich auf Art. 31a des Forschungsgesetzes stützt.

## Geschichte

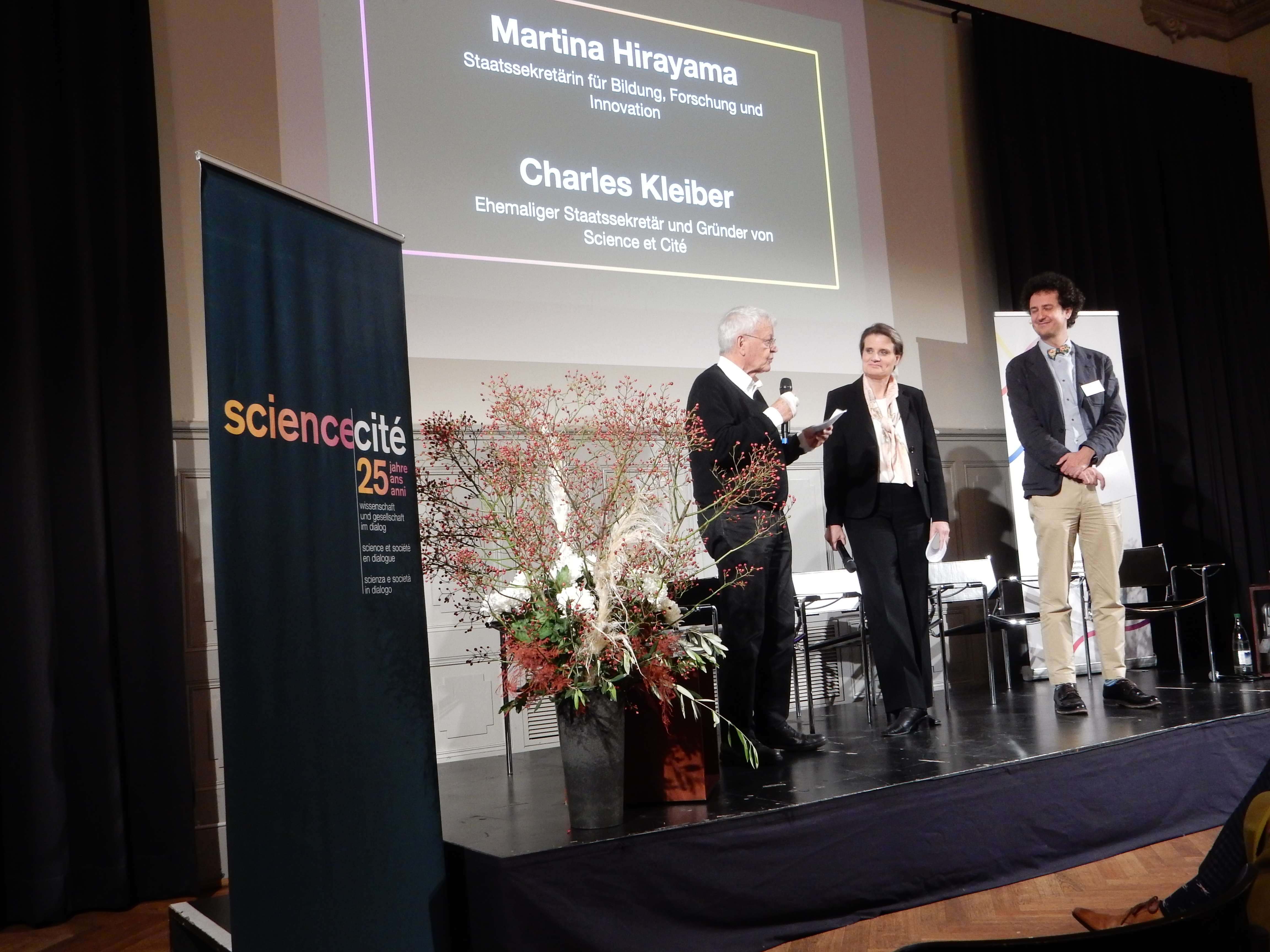
Bei der Feier 25 Jahre Science et Cité: der Gründer Charles Kleiber, Staatssekretärin Martina Hirayama und Stiftungsratspräsident Nicola Forster

Die Stiftung wurde 1998 auf Initiative des Staatssekretariats für Bildung und Forschung gegründet. Als Stifter traten auf: Die Schweizerische Akademie der Geistes- und Sozialwissenschaften, die Schweizerische Akademie der Naturwissenschaften, die Schweizerische Akademie der Medizinischen Wissenschaften, die Schweizerische Akademie der Technischen Wissenschaften, die Silva-Casa Stiftung, der Schweizerische Handels- und Industrieverein (heute: Economiesuisse) sowie der Schweizerische Nationalfonds zur Förderung der wissenschaftlichen Forschung. Diese stellten ein Stiftungskapital von insgesamt 1,225 Millionen Franken zur Verfügung.
Eigentlicher Auslöser für die Gründung von Science et Cité war die sogenannte Genschutz-Initiative. Sie gelangte 1998 zur Abstimmung und forderte den „Schutz von Leben und Umwelt vor Genmanipulationen“. Zwar wurde das politische Begehren klar abgelehnt, aber der Abstimmungskampf machte deutlich, dass zwischen Wissenschaft und Öffentlichkeit ein tiefer Graben bestand: Auf der einen Seite die Forschenden an den Universitäten und in der Industrie, welche die Gentechnik studieren und für sich nutzen wollten, auf der anderen Seite die Öffentlichkeit mit ihrer skeptischen Haltung der grünen Gentechnik gegenüber. In dieser Situation sollte die neue Stiftung als neutrale Schnittstelle den Dialog und damit ein Klima des gegenseitigen Vertrauens zwischen Forschenden und Bürgern fördern.
Bis 2010 wurde die Stiftung finanziell direkt vom Staatssekretariat für Bildung und Forschung unterstützt. Seit dem 1. Januar 2012 ist die Stiftung als Kompetenzzentrum Dialog den Akademien der Wissenschaften Schweiz angegliedert. Die Grundfinanzierung erfolgt über den Bundesbetrag an die Akademien der Wissenschaften Schweiz. Im Gegenzug hat Science et Cité die Möglichkeit, sich selbständig Drittmittel zu beschaffen und eigene Aktivitäten zu entwickeln.

## Organisation

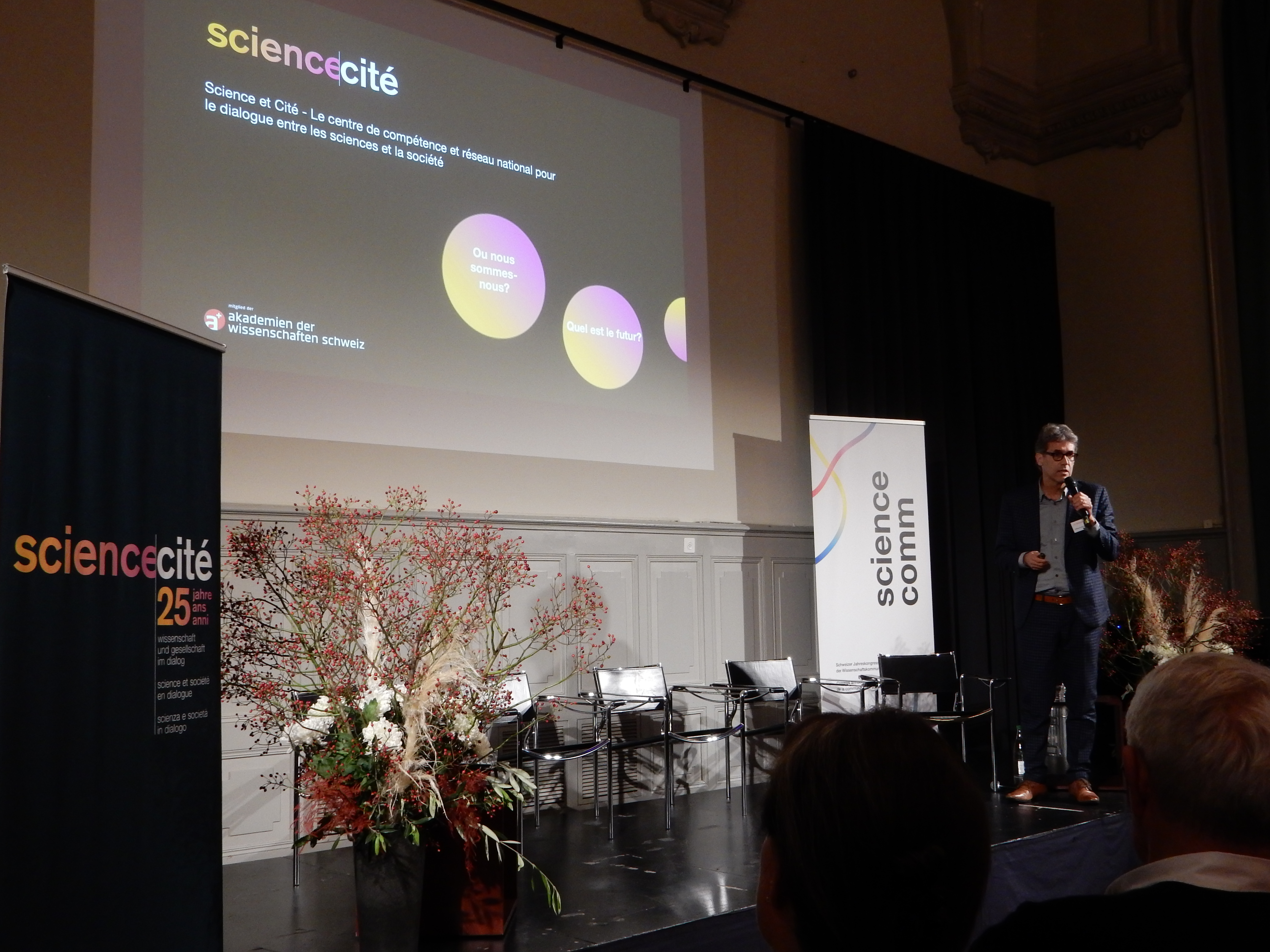
25 Jahre Science et Cité: Geschäftsführer Philipp Burkard

Die Stiftung hat ihre nationale Geschäftsstelle in Bern. Aktivitäten finden in der Deutschschweiz, in der Suisse romande im Rahmen des Réseau Romand Science et Cité sowie im Tessin in Verbindung mit L'ideatorio der Università della Svizzera Italiana statt.
- Die Stiftungsorgane sind der Stiftungsrat, die Geschäftsstelle sowie die Revisionsstelle.
  - Der Stiftungsrat ist das oberste Organ der Stiftung Science et Cité. Er besteht aus mindestens 5 und höchstens 7 Vertretern aus Wissenschaft, Wirtschaft und Gesellschaft.
  - Die Geschäftsstelle beschäftigt einen Geschäftsführer, eine stellvertretende Geschäftsführerin, ein Projektteam sowie je einen Koordinator für das Réseau Romand Science et Cité und L'ideatorio im Tessin.
  - Die unabhängige, externe Revisionsstelle überprüft jährlich das Rechnungswesen der Stiftung und unterbreitet dem Stiftungsrat einen Prüfungsbericht über das Ergebnis.

## Schwerpunkte
Die Stiftung verfolgt drei strategische Schwerpunkte und realisiert dazu aus eigener Initiative, in Kooperation oder im Auftrag sowohl nationale als auch regionale Projekte:
1. Face to Face – direkter Dialog zwischen Forschenden und Bürgerinnen und Bürgern
2. Digital Interaction – Online-Dialog über Wissenschaft und ihre gesellschaftlichen Bezüge
3. Learning Networks – Dialog zwischen Akteurinnen und Akteuren der Wissenschaftskommunikation[1]

Die Stiftung organisiert unter anderem Projekte für Kinder und Jugendliche, Dialogveranstaltungen für Erwachsene, Ausstellungen, Festivals und Tagungen wie den Schweizer Jahreskongress der Wissenschaftskommunikation ScienceComm.

## Projekte (Auswahl)
Face to Face
- Wissenschaftscafés
- Science and You(th) – Wissenschaft hört zu
- Rendez vous. Forschende im Gespräch
- smart und solar

Digitale Interaction
- Wissenschaft und Du! – WuDu! Wissenschaftskommunikation für Berufslernende mit dem Kanal Prof.Dr.Fuchs
- BrainSnack
- ResearCH goes Wiki

Learning Networks
- ScienceComm – Kongress für Wissenschaftskommunikation
- Citizen Science Netzwerk "Schweiz forscht"